# Rue Carnot (série télévisée)
Rue Carnot est un feuilleton télévisé franco-suisse en 200 épisodes de 26 minutes diffusé à partir du 17 décembre 1984 sur Canal+. Il a ensuite été rediffusé en Suisse sur la SSR, et du 19 février 1987 au 17 décembre 1987 sur Antenne 2.
Il s'agit du premier soap opera français.

## Distribution
- Rosine Cadoret : Hélène
- Jean-Claude Deret : Marcel
- Corinne Marchand : Armelle
- Anne Tihomiroff : Tina
- Françoise Vatel : Suzanne
- Patricia Malvoisin : Sylvie
- Bernard Lanneau : Marc
- Jean-Philippe Puymartin : Gilles
- Christian Aubert : Giorgio
- François Leccia : Serge
- Bernard Woringer : Charles
- Yves Vincent : Helmut